# Mortonagrion falcatum
Mortonagrion falcatum là một loài chuồn chuồn kim trong họ Coenagrionidae.
Mortonagrion falcatum được Lieftinck miêu tả khoa học năm 1934.